# Comutador (telecomunicações)
Em telecomunicações, comutador é o dispositivo eletrônico usado para alterar um fluxo de corrente.

## Comutadores analógicos
- 1A ESS

## Comutadores digitais
- DMS-100